# Panterpe insignis
Il colibrì golaflammea o colibrì goladifiamma (Panterpe insignis Cabanis & Heine, 1860) è un uccello della famiglia Trochilidae. È l'unica specie nota del genere Panterpe.